# يانسي غيتس
يانسي غيتس (بالإنجليزية: Yancy Gates)‏ مواليد 15 أكتوبر 1989 في سينسيناتي، هو لاعب كرة سلة أمريكي. بدأ مسيرته الاحترافية في سنة 2012. يحمل الرقم 4. يبلغ طوله 6 قدم 9 بوصة (2.1 م). لعب كرة السلة الجامعية في جامعة سينسيناتي.

## المسيرة الاحترافية
لعب مع بروجوس دي جواياما في سنة 2013، ثم لعب مع شانشي بريف دراجونز في الدوري الصيني في سنة 2015، ثم لعب مع تليكوم باسكتس بون في الدوري الألماني في سنة 2016.

## روابط خارجية
- يانسي غيتس على موقع كرة السلة الأوروبية.كوم (الإنجليزية)
- يانسي غيتس على موقع كلية كرة السلة في سبورتس رفرنس.كوم (الإنجليزية)
- يانسي غيتس على موقع ريلجم (الإنجليزية)
- يانسي غيتس على موقع بروبوليرز (الإنجليزية)
- يانسي غيتس على موقع سبورتس رفرنس (الإنجليزية)